# Landtag Reuß jüngerer Linie (1861–1864/65)
Dieser Artikel behandelt den  Landtag Reuß jüngerer Linie 1861–1864/65. Die Verfassung sah eine dreijährige Legislaturperiode vor. Entsprechend endete die Landtagsperiode verfassungsgemäß 1864. Dies wurde aber ignoriert und der Landtag tagte ohne Rechtsgrundlage ein Jahr bis 1865.

## Landtag
Der Landtag Reuß jüngerer Linie wurde in vier Kurien in indirekter Wahl gewählt:
- 1 Virilstimme für den Inhaber des Reuß-Köstritzer Paragium
- Die Inhaber der 31 landtagsfähigen Rittergüter wählten 3 Abgeordnete
- Die Städte wählten  Abgeordnete (Gera 3, Schleiz und Lobenstein je 1, Tanna, Saalburg, Hirschberg zusammen 1)
- Die Landbevölkerung wählte 3 Abgeordnete

Die Wahl der Wahlmänner erfolgte am  6. Februar 1861, die der Abgeordneten und ihrer Stellvertreter am 29. Mai 1861.
Als Abgeordnete wurden gewählt:
| Name                             | Wohnort          | Kurie                    | Wahlkreis                    | Anmerkung                                                                              |
| -------------------------------- | ---------------- | ------------------------ | ---------------------------- | -------------------------------------------------------------------------------------- |
| Christian Leopold Hermann Ampach | auf Leumnitz     | Rittergutsbesitzer       |                              |                                                                                        |
| Wilhelm Heinrich Broßmann        | Schleiz          | Stadt                    | Schleiz                      | Vom 17. bis 18. März 1864 Stellvertreter für Schlick                                   |
| Julius Glaß                      | Gera             | Stadt                    | Gera                         | Mandat am 5. September 1862 niedergelegt. Nachfolger: Hirt                             |
| Johann Heinrich Philipp Greuner  | Lobenstein       | Stadt                    | Tanna, Saalburg, Hirschberg  | Mandat am 18. Dezember 1862 niedergelegt. Nachfolger: Heinrich Christian Gottlieb Tamm |
| Eduard Hagenbruch                | auf Söllmnitz    | Reuß-Köstritzer Paragium |                              |                                                                                        |
| Julius Franz Hirt                | Gera             | Stadt                    | Gera                         | Ab 3. November 1862 Nachfolger für Glaß                                                |
| Karl Friedrich August Hoffmann   | Lobenstein       | Landbevölkerung          | Landratsamtsbezirk Ebersdorf | Ab 5. Januar 1864 für Süßenguth                                                        |
| Karl Bernhard Jäger              | Hirschberg/Saale | Stadt                    | Tanna, Saalburg, Hirschberg  |                                                                                        |
| Johann Gottlob Gustav Krötsch    | auf Pforten      | Rittergutsbesitzer       |                              |                                                                                        |
| Heinrich Walther Reichard        | Gera             | Stadt                    | Gera                         |                                                                                        |
| Heinrich Rohn                    | Triebes          | Landbevölkerung          | Landratsamtsbezirk Schleiz   |                                                                                        |
| Christian Karl Friedrich Sachse  | Kraftsdorf       | Stadt                    | Schleiz                      |                                                                                        |
| Georg August Schlick             | Schleiz          | Landbevölkerung          | Landratsamtsbezirk Gera      | Vom 15. bis 18. März 186 Stellvertreter für Sachse                                     |
| Karl August Schmalz              | Roben            | Stadt                    | Gera                         |                                                                                        |
| Heinrich Süßenguth               | Lobenstein       | Landbevölkerung          | Landratsamtsbezirk Ebersdorf | Mandat am 17. Dezember 1862 niedergelegt. Nachfolger: Hoffmann                         |
| Christoph Heinrich Tamm          | Lobenstein       | Stadt                    | Lobenstein                   | vom 15. bis 18. Dezember 1862 Stellvertreter für Greuner                               |
| Heinrich Christian Gottlieb Tamm | Lobenstein       | Stadt                    | Lobenstein                   | Ab 5. Januar 1864 Nachfolger für Greuner                                               |
| Hugo Werner von Ziegenhierd      | Auf Lichtenberg  | Rittergutsbesitzer       |                              |                                                                                        |

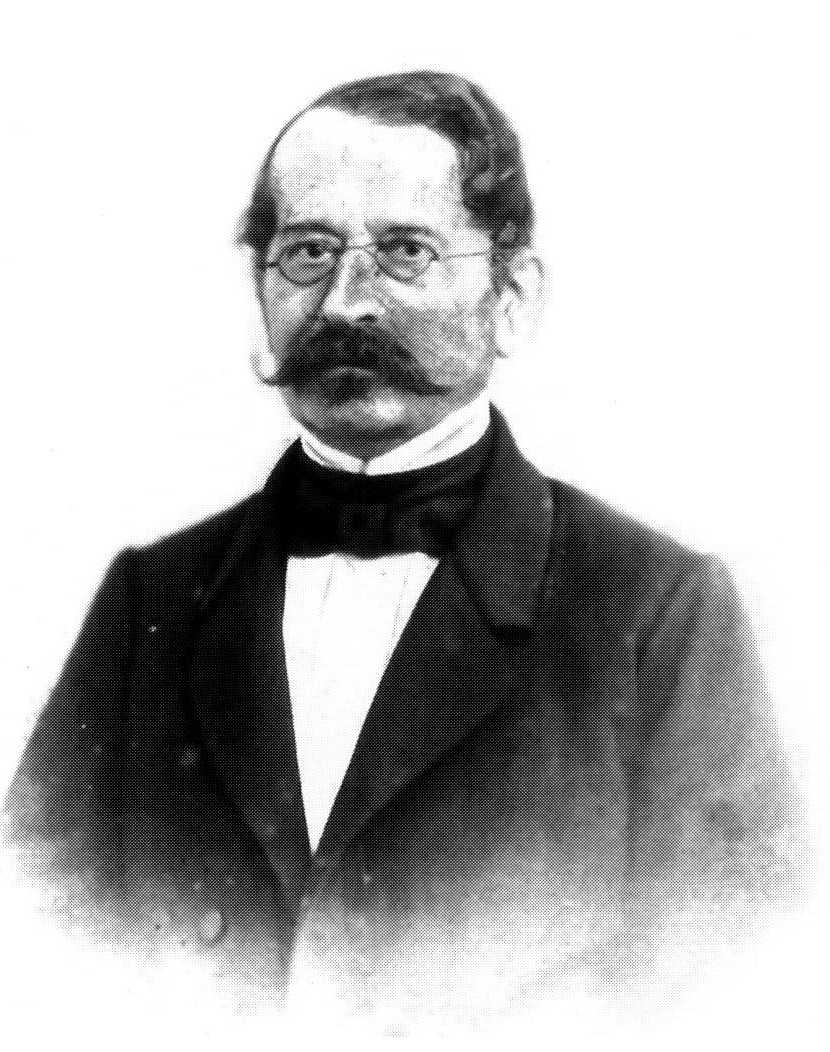
Landtagspräsident Franz Hirt

Landtagskommissar war Staatsminister Adolph von Harbou. Unter dem Alterspräsidenten Eduard Hagenbruch wählte der Landtag Hermann Ampach als Landtagspräsidenten (ab dem 2. Dezember 1862 war dies Franz Hirt). Als Vizepräsident wurde Heinrich Süßenguth gewählt (ab dem 2. Dezember 1862 war dies Hermann Ampach). Schriftführer war Georg Schlick. Stellvertretender Schriftführer war zunächst Heinrich Greuner und ab dem 25. Februar 1863 Walther Reichard.
Der Landtag trat vom 18. Mai 1862 bis zum 5. April 1865 in 63 öffentlichen Plenarsitzungen in sechs Sitzungsperioden zusammen. Der Landtagsabschied datiert vom 5. April 1865.
Für die Zeit zwischen den Sitzungsperioden wurde ein Landtagsausschuss gewählt. Dieser bestand aus:
| Landesteil                      | Mitglied           | Stellvertreter   | Von-Bis               |
| ------------------------------- | ------------------ | ---------------- | --------------------- |
| Landesteil Gera                 | Julius Glaß        | Hermann Seifarth | bis 5. September 1862 |
| Landesteil Gera                 | Hermann Seifarth   | Walther Reichard | ab 5. November 1862   |
| Landesteil Schleiz              | Hermann Ampach     | Georg Schlick    | bis 9. März 1863      |
| Landesteil Schleiz              | Franz Hirt         | Hermann Ampach   | ab 9. März 1863       |
| Landesteil Lobenstein-Ebersdorf | Heinrich Süßenguth | Heinrich Greuner | bis 9. März 1863      |
| Landesteil Lobenstein-Ebersdorf | Heinrich Rohn      | Bernhard Jäger   | ab 9. März 1863       |